# Bieriegowoje (obwód omski)
Bieriegowoje (ros. Береговое) – wieś (sieło) w Rosji, w obwodzie omskim, w rejonie nowowarszawskim. W 2021 liczyła 229 mieszkańców.